# Nairana nationalpark
Nairana nationalpark är en nationalpark i Australien.   Den ligger i delstaten Queensland, i den östra delen av landet, 1 500 km norr om huvudstaden Canberra. Nairana National Park ligger 199 meter över havet.
I omgivningarna runt Nairana nationalpark växer huvudsakligen savannskog.